# Кромбхольц, Франц
Франц Йозеф Кромбхольц (нем. Franz Josef Krombholz; 13 августа 1920, Обер-Политц, Чехословакия — 13 декабря 2000, Мерано, Италия) — гауптштурмфюрер СС, кавалер Рыцарского креста Железного креста.

## Карьера
С 10 октября 1938 года становится членом Гитлерюгенда. 1 сентября 1940 года вступает в ряды НСДАП (№ 7736853) и в СС (№ 452003). Зачислен в запасной автомобильный полк СС и служил в 3-й роте 10-го полка СС «Вестланд» 5-й дивизии СС «Викинг».
21 декабря 1942 года по окончании юнкерского училища СС в Бад-Тёльце произведён в унтерштурмфюреры СС. С июля 1943 года командует 7-й ротой 14-го горно-егерского полка СС 7-й дивизии СС «Принц Ойген». Участник антипартизанских операций на Балканах.
К концу 1944 назначен командиром 3-го батальона того же полка. 28 марта 1945 года удостоен Рыцарского креста Железного креста.

## Награды
- Медаль «В память 13 марта 1938»
- Железный крест 2-го класса (июль 1941)
- Железный крест 1-го класса (ноябрь 1941)
- Орден Железного трилистника 4-й степени
- Нагрудный знак За ранение в серебре
- Нагрудный знак За ранение в чёрном
- Немецкий крест в золоте (24 апреля 1944)
- Нагрудный знак «За ближний бой» в серебре
- Рыцарский крест (28 марта 1945)